# 윌 리
윌 리(Will Lee, 본명: 윌리엄 리/William Lee, 윌리엄 루보프스키/William Lubovsky, 1908년 8월 6일 – 1982년 12월 7일)는 수많은 텔레비전과 영화 작품에 출연한 미국의 배우이다.

## 참여 작품

### 영화
- 볼 오브 파이어
- 파괴 공작원
- 잔인한 힘
- 그들은 밤에 산다
- 어 송 이즈 본
- 포스 오브 이블
- 어린 도망자

### 텔레비전
- 애즈 더 월드 턴즈
- 세서미 스트리트